# Discografia di LDA
La discografia di LDA, cantautore pop rap italiano, è costituita da un album in studio, un EP, diciannove singoli e dodici video musicali (inclusi quelli come artista ospite), pubblicati dal 2020.

## Album in studio
| Anno | Titolo | Classifiche |
| Anno | Titolo | ITA         |
| ---- | --- | ----------- |
| 2023 | Quello che fa bene - Pubblicato: 17 febbraio 2023 - Etichetta: Sony Music - Formati: CD, LP, download digitale, streaming | 16          |

## Extended play
| Anno | Titolo | Classifiche |
| Anno | Titolo | ITA         |
| ---- | --- | ----------- |
| 2022 | LDA - Pubblicato: 13 maggio 2022 - Etichetta: GGD, Sony Music - Formati: CD, download digitale, streaming | 3           |

## Singoli

### Come artista principale
| Anno                                                         | Titolo                                  | Classifiche | Certificazioni     | Unità          | Album di provenienza |
| Anno                                                         | Titolo                                  | ITA         | Certificazioni     | Unità          | Album di provenienza |
| ------------------------------------------------------------ | --------------------------------------- | ----------- | ------------------ | -------------- | -------------------- |
| 2020                                                         | Resta                                   | —           |                    |                | LDA                  |
| 2020                                                         | Vediamoci stasera (con Astol e Robledo) | —           | Amante             |                |                      |
| 2021                                                         | Vivimi                                  | —           | LDA                |                |                      |
| 2021                                                         | Quello che fa male                      | 14          | LDA                | - ITA: Platino | - ITA: 70 000+       |
| 2021                                                         | Sai                                     | —           | LDA                |                |                      |
| 2021                                                         | Scusa                                   | —           | LDA                |                |                      |
| 2022                                                         | Io volevo solo te                       | —           | LDA                |                |                      |
| 2022                                                         | Bandana                                 | 55          | LDA                | - ITA: Oro     | - ITA: 50 000+       |
| 2022                                                         | Lo que mas nos duele                    | —           | LDA                |                |                      |
| 2022                                                         | Cado (con Albe)                         | —           | Quello che fa bene |                |                      |
| 2023                                                         | Se poi domani                           | 23          | Quello che fa bene | - ITA: Oro     | - ITA: 50 000+       |
| 2023                                                         | Granita                                 | —           | Quello che fa bene |                |                      |
| 2023                                                         | Castello di sabbia                      | —           | /                  |                |                      |
| 2023                                                         | Promesse                                | —           | /                  |                |                      |
| 2024                                                         | Rosso lampone                           | —           | /                  |                |                      |
| 2025                                                         | Shalla                                  | —           | /                  |                |                      |
| 2025                                                         | Attimo eterno                           | —           | /                  |                |                      |
| "—" indica una pubblicazione non classificata in quel paese. |                                         |             |                    |                |                      |

### Come artista ospite
| Anno                                                         | Titolo | Classifiche | Certificazioni | Unità           | Album di provenienza |
| Anno                                                         | Titolo | ITA         | Certificazioni | Unità           | Album di provenienza |
| ------------------------------------------------------------ | --- | ----------- | -------------- | --------------- | -------------------- |
| 2020                                                         | Buongiorno (Gigi D'Alessio feat. Vale Lambo, MV Killa, CoCo, LDA, Enzo Dong, Franco Ricciardi, Lele Blade, Clementino, Geolier e Samurai Jay) | 44          | - ITA: Platino | - ITA: 100 000+ | Buongiorno           |
| 2024                                                         | Nun è cos (Matteo Paolillo feat. LDA) | —           |                |                 | Edo - Ultimo atto    |
| "—" indica una pubblicazione non classificata in quel paese. | |             |                |                 |                      |

## Collaborazioni
| Anno | Titolo                              | Album di provenienza |
| ---- | ----------------------------------- | -------------------- |
| 2020 | Di notte (Gigi D'Alessio feat. LDA) | Buongiorno           |
| 2023 | Basta (Peppe Soks feat. LDA)        | Ammore malamente     |

## Video musicali
| Anno | Titolo               | Regista           |
| ---- | -------------------- | ----------------- |
| 2020 | Buongiorno           | Fabrizio Cestari  |
| 2020 | Vediamoci stasera    | New Image         |
| 2022 | Bandana              | Marco D'Andragora |
| 2022 | Lo que mas nos duele | Byron Rosero      |
| 2022 | Cado                 | Byron Rosero      |
| 2023 | Se poi domani        | Fabrizio Cestari  |
| 2023 | Granita              | Mario Miccione    |
| 2023 | Castello di sabbia   | —                 |
| 2023 | Promesse             | —                 |
| 2024 | Rosso lampone        | Fabrizio Cestari  |
| 2025 | Shalla               | Mario Miccione    |
| 2025 | Attimo eterno        | Mario Miccione    |